# Rézbánya

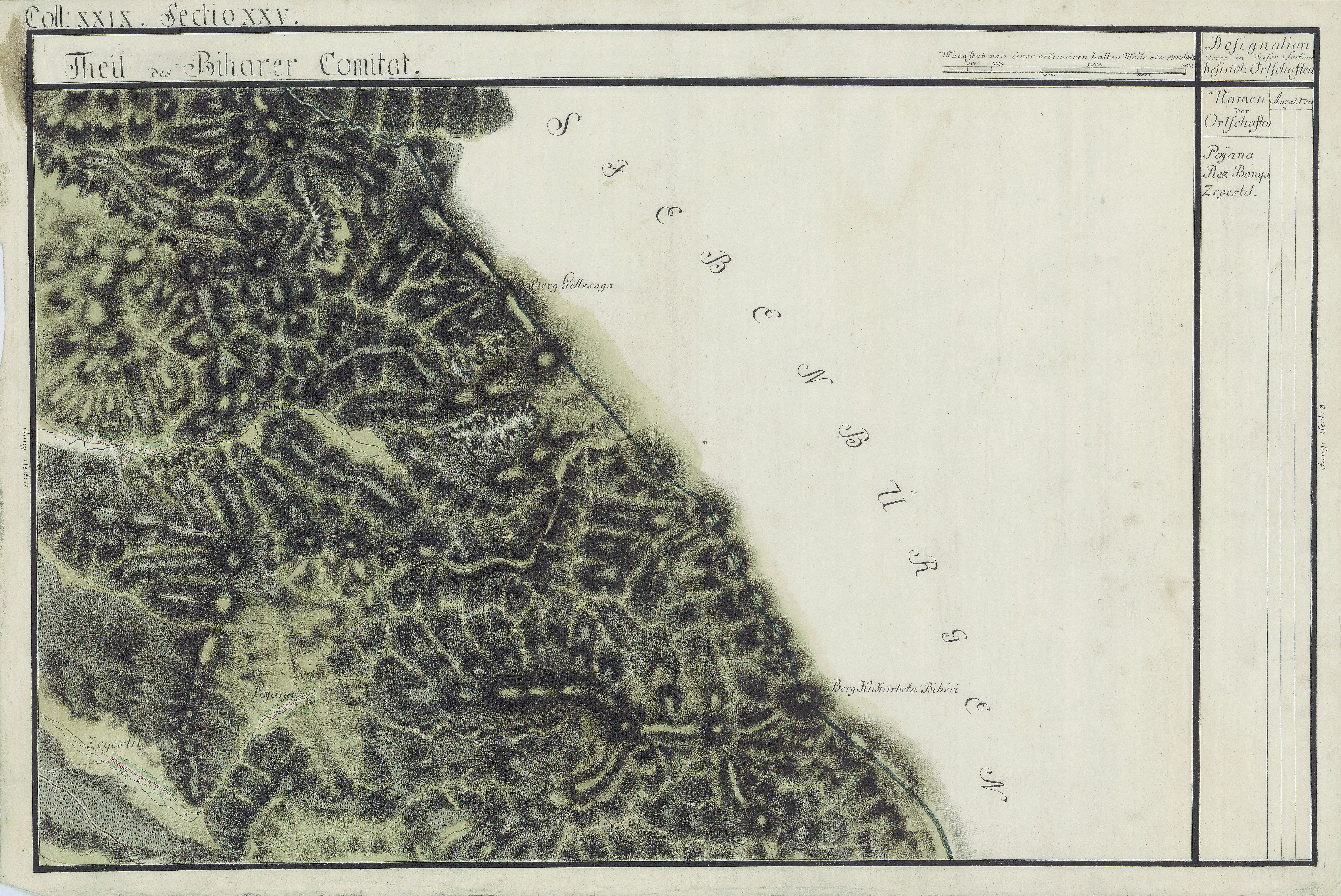
Rézbánya környéke 1782–85 körül

Rézbánya (románul: Băița) falu Romániában, Bihar megyében.

## Fekvése
A Bihar-hegységben, Vaskohtól 18 kilométerre keletre fekszik. Jelentős ásványlelőhely (az agalmatolit biharit nevű változata, szaibélyit, stromeyerit).

## Története
1585-ben Rezbanya, 1599-ben Kys Banya néven említették. (Az utóbbi név román nevével párhuzamos jelentésű.) A török időkben megszűnt benne a bányaművelés, 1726-ban birtokosa, a nagyváradi római katolikus püspökség indította újra. 1744 után a püspökség vaskohi uradalma két ispánsága közül az egyiknek lett a székhelye. 1751-ben a bányákban részesedést szerzett a királyi kincstár. Az Antal-tárnában 1755-ben már ólomércet termeltek ki. Német bányászai számára 1793-ban római katolikus plébániát szerveztek. A helyben bányászott réz- és ezüstércet a gyulafehérvári pénzverdének adták el, az ólmot helyben dolgozták fel. 1828-ban 995 lakosa volt, vásárait 79 falu lakói látogatták rendszeresen. 1840-ben 227 bánya- és kohómunkás és 25 fuvaros dolgozott benne. 1849. május 22. után ide helyezték át a Zarándból kivont Reviczky-szabadcsapatot. 1863–64 és 1870 között a bányászat ideiglenesen szünetelt, majd a magyar állam indította újra a Mélyvölgybánya nevű tárnát. Ortodox román lakosságának többsége a nagyváradi római katolikus püspök 1876-os vizitációját követő három évben tért át a görögkatolikus hitre. 1880-ban 1567 kg ezüstöt, 5326 kg ólmot és 7399 kg rezet termeltek ki. 1899-ben a Gizella- és a Réz-bányában megkezdték a márvány bányászatát. Az 1900-as évekig közigazgatásilag két részből, Rézbányaváros-ból és Rézbányafalu-ból állt. 1935-ben az Aurum cég kezdett bányáiban molibdént és bizmutot bányászni, 1937-ben összesen 27 tonnát. 1938-ban flottáló üzemet is létrehoztak. 1959–60-ban megnyitották az 1 Molibden aknát, majd hamarosan másik kettőt. A molibdén- és bizmutbányászat az 1970-es években ért csúcspontjára.
A második világháború után külterületén hozták létre Diófást. Rézbányától két és fél kilométerre északra a Sovrom–Kvarțit szovjet–román vállalat kezdte meg 1952-ben az uránérc felszíni és felszín alatti bányászatát. A kinyert érc nagy részét közvetlenül a Szovjetunióba szállították, és e célból a Stej és Szegyest közötti Dumbrava fennsíkon repülőteret is kialakítottak. Az uránércbányászat miatt a vidék lakossága sokszorosára duzzadt. 1960 után csökkent a termelés, bár 1962-ben megnyitották az Avram Iancu bányát. Gheorghe Gheorghiu-Dej 1965-ben felmondta a szovjetekkel kötött uránbányászati szerződést, ezután az ércet Földvár mellett dolgozták föl. 1985-ben itt hozták létre Románia egyetlen atomtemetőjét az egykori uránbánya két tárnájában, 840 méteres magasságban. 1970 körül a településtől öt kilométerre kőbányát is nyitottak, ahol fehér díszítő mészkövet termelnek ki.

## Lakossága
- 1842 előtt 1039 ortodox és 308 római katolikus lakosa volt.[5]
- 1910-ben 689 lakosából 551 volt román, 114 magyar és 23 német nemzetiségű; 353 görögkatolikus, 189 ortodox, 126 római katolikus és 13 zsidó vallású.
- 2002-ben 598 lakosából 586 volt román, 7 német és 5 egyéb nemzetiségű; 453 ortodox, 75 görögkatolikus, 39 pünkösdi és 29 római katolikus vallású.

## Látnivalók
- 1780-ban épült katolikus templomát római és görögkatolikusok közösen használják. A római katolikus egyház 1960 óta Belényes filiája.
- Bihar-kapu barlang (a Körös egyik ágának forrásbarlangja, vízeséssel).

## Gazdaság
- Mészkő-, dolomit-, bizmut- és volfrámérc-bányászat.[6]

## Rézbányán születtek
- 1828. december 4-én Abt Antal természettudós
- 1855. május 19-én Bihari Sándor festőművész